# 黄渐鸿
黄渐鸿（1931年2月8日—2021年3月15日），原名董风。河北唐山滦县赵各庄村人，中国人民解放军将领、中国人民解放军中将。

## 生平
1946年7月，参加中国人民解放军。1950年8月，加入中国共产党。早年担任白求恩医科大学学员，之后在华北军区第十九兵团第64军190师担任医生，参加平津战役、太原战役、扶郿战役、宁夏战役等。中华人民共和国成立后，参加朝鲜战争，担任190师卫生处医生。1955年9月，授予大尉军衔。1963年，晋升为少校军衔。
1986年5月至1990年4月，担任大连陆军学院政治委员。1988年3月，当选第七届全国人大代表。1988年9月，被授予少将军衔。1993年7月，授予中国人民解放军中将。1990年4月至1992年11月，担任沈阳军区政治部主任。1992年10月至1994年12月，担任沈阳军区副政治委员。1993年，连任第八届全国人民代表大会代表。